# وست پیرسال، تگزاس
وست پیرسال (به انگلیسی: West Pearsall) یک منطقهٔ مسکونی در ایالات متحده آمریکا است که در شهرستان فریو، تگزاس واقع شده‌است. وست پیرسال ۰٫۲ کیلومتر مربع مساحت و ۳۴۹ نفر جمعیت دارد و ۱۸۸ متر بالاتر از سطح دریا واقع شده‌است.